# Tipula (Pterelachisus) mayerduerii
Tipula (Pterelachisus) mayerduerii is een tweevleugelige uit de familie langpootmuggen (Tipulidae). De soort komt voor in het Palearctisch gebied.